# Banqiao-Staudamm
Koordinaten: 32° 58′ 57″ N, 113° 37′ 29″ O
Der Banqiao-Staudamm (chinesisch 板橋水庫大壩 / 板桥水库大坝, Pinyin Bǎnqiáo shuǐkù dàbà) gehört zu den 62 Staudämmen im Verwaltungsgebiet der bezirksfreien Stadt Zhumadian in der zentralchinesischen Provinz Henan, die 1975 während des außergewöhnlich starken Taifuns Nina nach dem Bruch des Shimantan-Staudamms (chinesisch 石漫灘水庫大壩 / 石漫滩水库大坝, Pinyin Shímàntān shuǐkù dàbà) katastrophal versagten. Ungefähr 26.000 (nach anderen Angaben bis zu 85.000) Menschen starben unmittelbar durch die Überschwemmung und weitere 145.000 (andere schätzen 86.000 bzw. 230.000) durch die darauf folgenden Epidemien und Hungersnot. Der Kaskadenbruch dieser beiden Staudämme gilt als der schwerste Stauanlagenunfall der Menschheitsgeschichte.
Die meisten Dämme, die bei dieser Katastrophe einstürzten, wurden mit Hilfe von Experten aus der Sowjetunion oder während des chinesischen Großen Sprungs nach vorn gebaut. Darüber hinaus fand der Dammeinsturz während der chinesischen Kulturrevolution statt, als die meisten Menschen mit der „Revolution“ beschäftigt waren. Informationen zur Katastrophe wurden 2005 freigegeben, nachdem sie von der chinesischen Regierung jahrzehntelang unter Verschluss gehalten worden waren.

## Geschichte
Der Banqiao-Staudamm wurde in den 1950er Jahren während des „Großen Sprungs nach vorn“ am Fluss Ru (汝河, einem Zufluss des Huai He) als Teil eines Projektes zum Hochwasserrückhalt erbaut. Er hatte ein Fassungsvermögen von 492 Millionen m³, mit einer Reserve von 375 Millionen m³, um Überschwemmungen zu vermeiden. Nach der Fertigstellung traten wegen Konstruktions- und Fertigungsfehlern Brüche in der Talsperre und im Schleusentor auf. Sie wurden mit Unterstützung sowjetischer Ingenieure repariert, und das neue Design, das Der eiserne Damm genannt wurde, galt als sicher.
Chen Xing war einer von Chinas führenden Hydrologen und war am Entwurf des Staudamms beteiligt. Er war auch ein namhafter Kritiker der Methode der Regierung, viele Staudämme für ein Becken zu verwenden. Er hatte zwölf Schleusentore für den Banqiao-Staudamm vorgeschlagen, sie wurden aber auf fünf Schleusentore verringert, und Chen Xing wurde als zu konservativ kritisiert. Andere Staudämme des Projektes, einschließlich des Shimantan-Staudammes, wiesen eine ähnliche Verringerung der Sicherheitseigenschaften auf, und Chen wurde von dem Projekt ausgeschlossen. Nachdem 1961 Probleme mit dem Wassersystem auftauchten, wurde er zurückgeholt, um zu helfen. Chen blieb weiterhin ein ausgesprochener Kritiker des Systems und wurde wiederum von dem Projekt ausgeschlossen.

## Die Banqiao-Überschwemmung
Der Staudamm war entworfen worden, um eine Überschwemmung zu überstehen, die „nur einmal in tausend Jahren“ auftritt. Im August 1975 kam es auf Grund eines außergewöhnlichen Taifuns zu einer verheerenden Überschwemmung. Die Schleusentore konnten die Übermenge Wasser nicht aushalten, teilweise auch wegen Sedimentationsablagerungen. Am frühen Morgen des 8. August brach der kleinere Shimantan-Staudamm stromaufwärts. Eine halbe Stunde später, 1 Uhr nachts, traf die Flutwelle auf den Banqiao-Staudamm und er brach auch. Das verursachte den Bruch von insgesamt 62 Staudämmen.
Dieser Kaskadenbruch erzeugte eine mehrere Meter hohe Welle, die sich mit fast 50 km/h stromabwärts ins Flachland ergoss. Fünf Kreise Zhumadians (Suiping 遂平县, Xiping 西平县, Runan 汝南县, Pingyu 平舆县, Xincai 新蔡县), der heutige Stadtbezirk Yuanhui 源汇区 der Stadt Luohe 漯河市 und der Kreis Linquan 临泉县 der Stadt Fuyang in der angrenzenden Provinz Anhui wurden überflutet, ebenso tausende Quadratkilometer Land und zahllose Dörfer, von denen keines Zeit für eine Evakuierung hatte. Die Beijing-Guangzhou-Eisenbahn, eine Hauptverkehrsader, war unterbrochen, genau wie andere wichtige Kommunikationsleitungen. Neun Tage später waren über eine Million Menschen vom Wasser eingeschlossen, unerreichbar für die Katastrophenhilfe, während Epidemien und Hungersnöte die Eingeschlossenen dezimierten. Chen Xing wurde wiederum in das Projekt gerufen und unterstützte eine Reinigung der Flussläufe.
Die chinesische Regierung versuchte, Informationen über die Katastrophe zu unterdrücken. Der erste (englischsprachige) Bericht über Details der Katastrophe erschien erst 1995 von Human Rights Watch.
Viele dieser Staudämme sind wieder aufgebaut worden, der Banqiao-Staudamm 1993.

## Verarbeitung im Film
Das Unglück wurde in dem 2011 veröffentlichten indisch-arabischen Abenteuerfilm DAM999 – Wasser kennt keine Gnade thematisiert.